# Wohn- und Wirtschaftsgebäude Kimmer Landstraße 70
Das Wohn- und Wirtschaftsgebäude Kimmer Landstraße 70 in Ganderkesee-Steinkimmen, 6,6 Kilometer westlich vom Ortskern, wurde am Ende des 18. Jahrhunderts gebaut.
Das Gebäude wird aktuell (2023) als Wohnhaus genutzt.
Das Gebäude steht unter Denkmalschutz (siehe auch Liste der Baudenkmale in Ganderkesee).

## Beschreibung
Das eingeschossige Gebäude von 1770 (Inschrift) ist ein kleines Zweiständerhallenhaus in Fachwerk mit Steinausfachungen, mit reetgedecktem Krüppelwalmdach und Niedersachsengiebel mit Uhlenloch. Der Wohnteil ist in Backstein erneuert worden. Das Gebäude wurde im 21. Jahrhundert zu einem Wohnhaus umgebaut und die Groote Door dabei durch ein gläsernes Fenster-/Türelement ersetzt, welches sich auch im Giebelwalm fortsetzt.
Das Niedersächsische Landesamt für Denkmalpflege befand: „… geschichtliche Bedeutung … aufgrund seines Zeugnis- und Schauwertes ….“